# Кипре Максев
Кипре Максев Бангеов е български общественик и революционер, деец на Вътрешната революционна организация.

## Биография
Роден е в 1843 година в разложкото градче Мехомия, тогава в Османската империя, днес град Разлог, България. Завършва мехомийското училище и се занимава с търговия, като постепенно се издига до един от основните първенци на града. Оглавява борбата срещу Цариградската патриаршия за установяване на българска църква и българско училище в Разлога. В края на юни 1869 година Васил Левски основава в дома му в Мехомия революционния комитет. Основателите са дванадесет жители на градчето, сред които е и Кипре Максев. През 1876 година е арестуван от османските власти и задържан в затвора в Неврокоп, заедно с още тридесет и двама революционни дейци от Разложко. Освободен е срещу голям откуп. В 1888 година подписва Молбата до великия везир за изпращане на български владика и за официално признавена на българските общини в Разлога. В 1889 година е избран за секретар-касиер на Мехомийската община.
Кипре Максев е баща на революционера Мирчо Кипрев и вуйчо и осиновител на лекаря Иван Кипров.
Умира в 1914 година в Мехомия.
В дома на Кипре Максев – Кипревата къща, е уредена музейна сбирка на занаятите в Разлога. На входа е поставена паметна плоча с текст: „В този дом през лятото на 1869 година Васил Левски основа революционен комитет“. В съседство има и паметна плоча за сина му Мирчо Кипрев.